# Hoa (Tidenkanal)

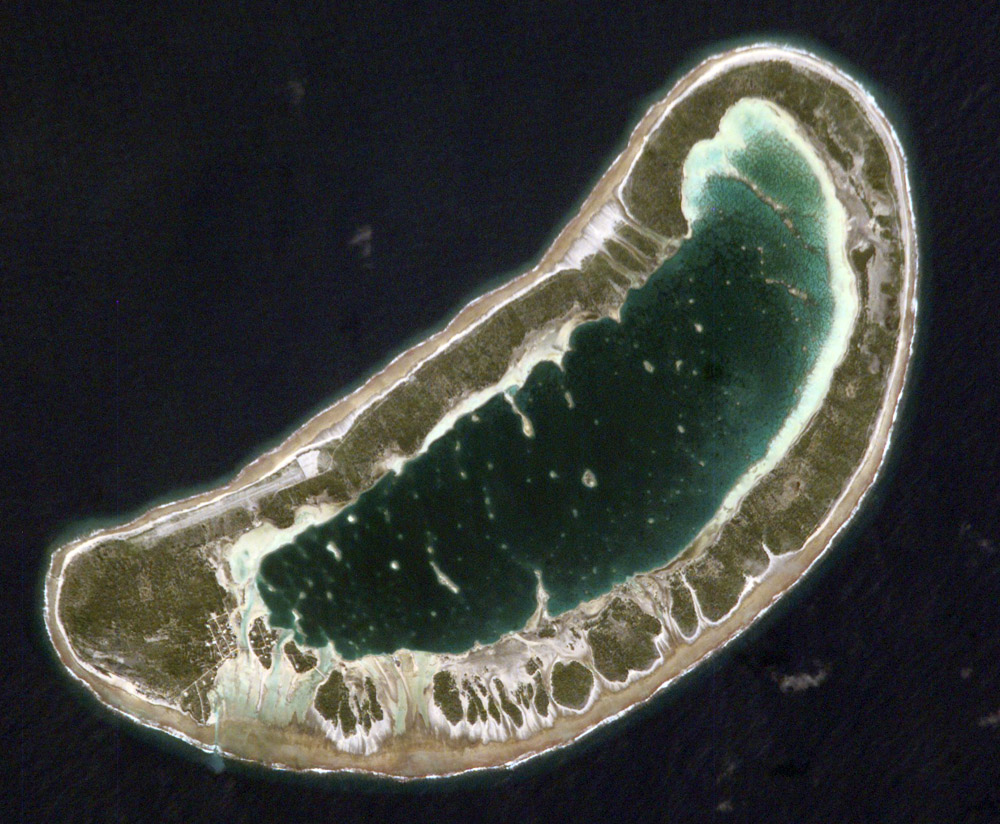
Satellitenbild der Insel Fangatau mit Hoa an der Südseite

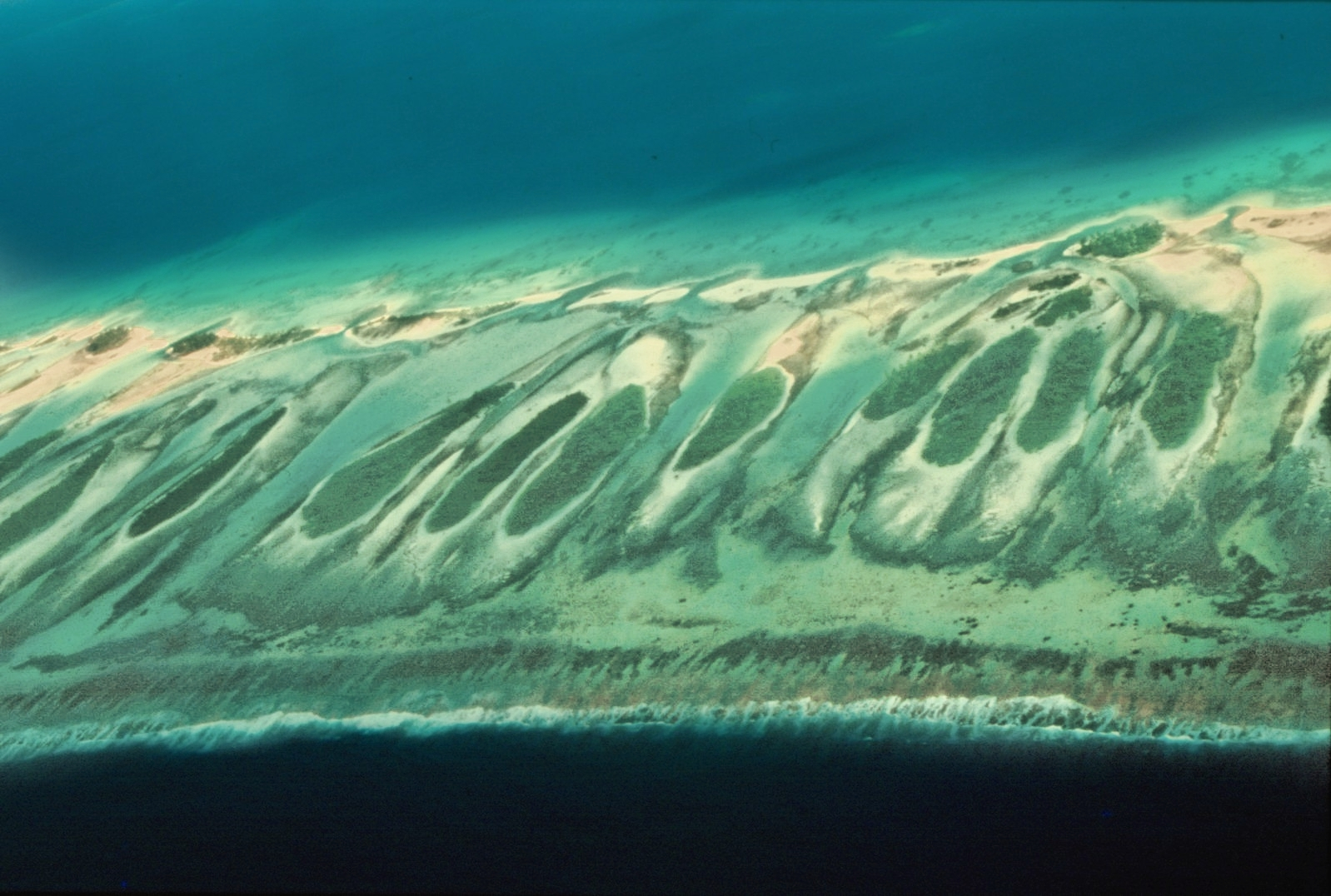
Das Atoll Tikehau; die Hoa zwischen den Riffinseln sind deutlich zu erkennen

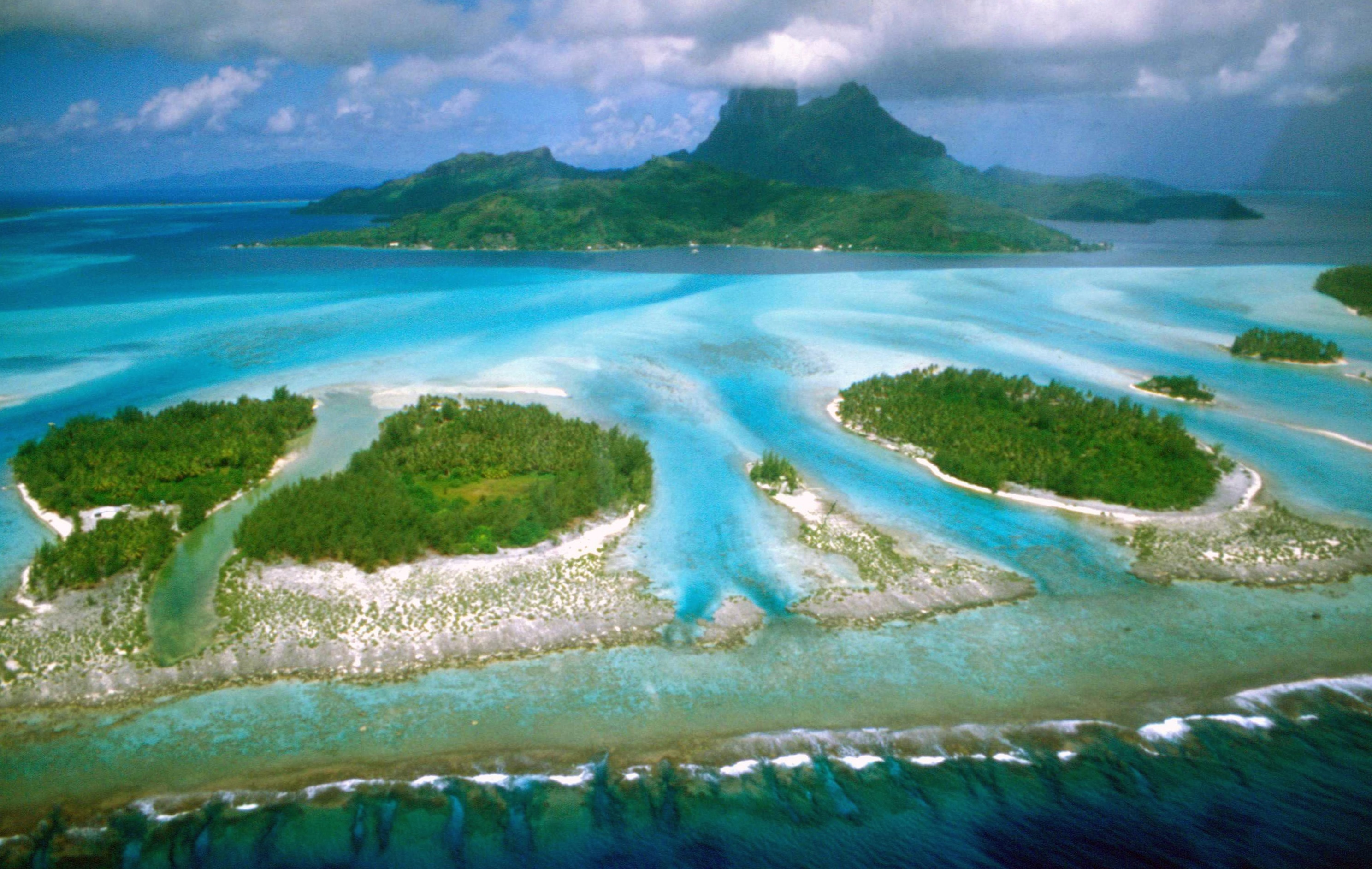
Motus auf Bora Bora mit Hoa des Typs 1 (links) und 2 (Bildmitte)

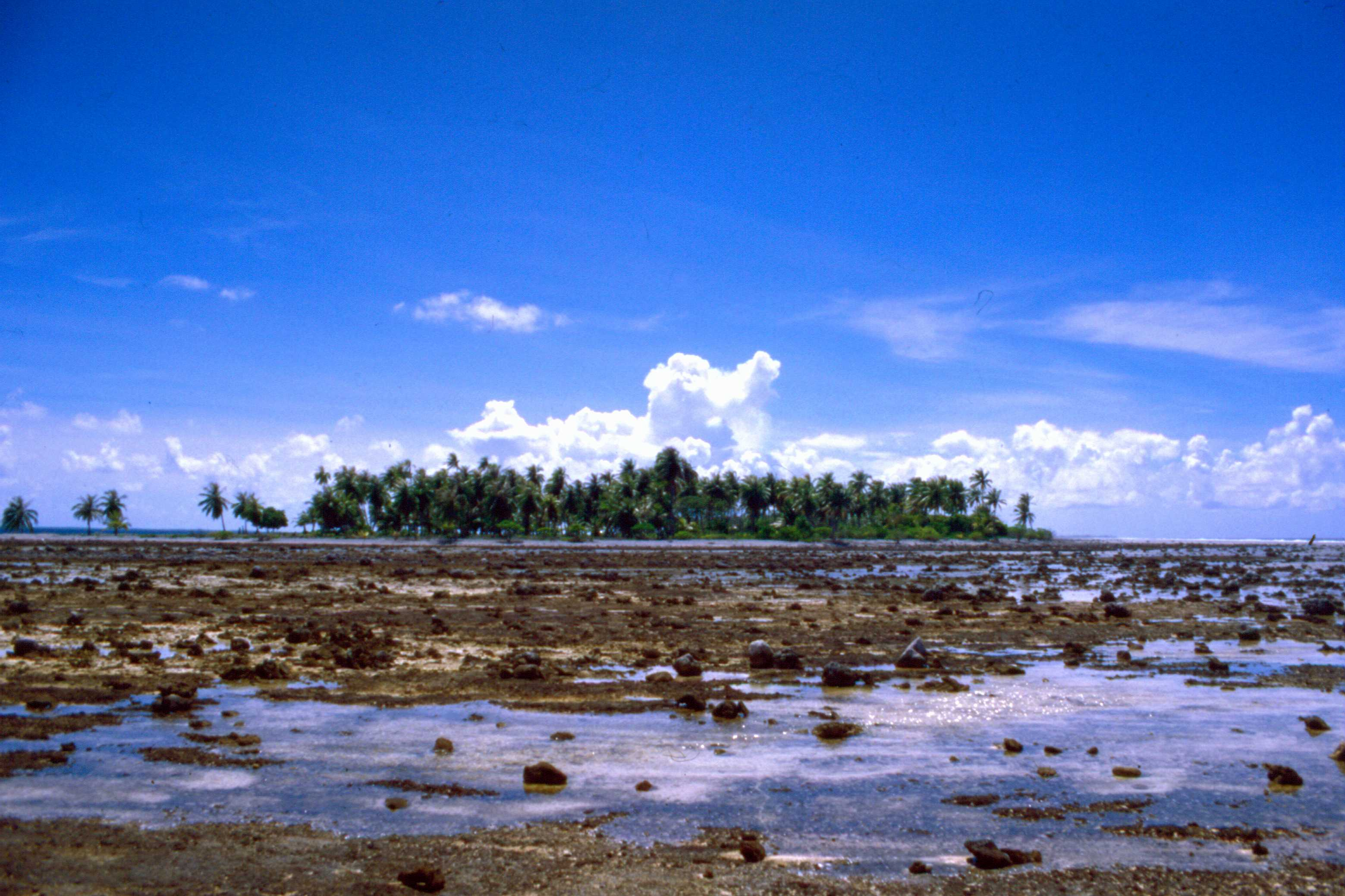
Mataiva; Hoa bei eintretender Ebbe, Motu im Hintergrund

Hoa ist ein flacher, an der Lagunenseite eines Atolls beginnender Tidenkanal, der zwei der oft zahlreichen Riffinseln (Motus) voneinander trennt. Über Hoa erfolgt der Wasseraustausch zwischen der Lagune und dem offenen Ozean, ohne den sich – wegen der starken Verdunstung in tropischen Gewässern – der Salzgehalt in der Lagune anreichern würde. „Hoa“ ist ein Begriff aus dem polynesischen Sprachgebrauch, der inzwischen auch in moderne wissenschaftliche Publikationen Eingang gefunden hat.

## Entstehung
Das Phänomen der Hoa ist in engem Zusammenhang mit der Entstehung der Atolle zu sehen, wie sie bereits von Charles Darwin beschrieben wurde. Atolle entwickeln sich aus hohen Vulkaninseln, die von einem Saumriff umgeben sind. Durch tektonische Prozesse und/oder durch Erosion sinkt die zentrale Insel immer weiter ab, bis schließlich nur noch ein geschlossener Ring von Inseln, die dem Korallenriff aufsitzen, über den Meeresspiegel emporragt. Ein Beispiel für ein solches Entwicklungsstadium ist das Atoll Rangiroa.
Die Entstehung der Hoa hängt vermutlich mit den von Zyklonen und Tsunamis verursachten Verheerungen auf den niedrigen Riffinseln zusammen.:235   Die flachen Atolle des Südpazifiks werden bei Starkwinden regelmäßig überspült. In dem nur wenige Meter hohen Riffkranz können durch den Wasserschwall Rinnen oder Aufbrüche entstehen, in denen bei Ebbe und Flut Wasser in die Lagune ein- bzw. ausströmt. Der ständige Wasserstrom verbreitert und vertieft die Kanäle, sodass mit der Zeit dauerhafte Durchbrüche entstehen, die für einen regelmäßigen Wasseraustausch zwischen der Lagune und dem offenen Ozean sorgen. Hierdurch kann sich, trotz hoher Verdunstungsraten, der Salzgehalt der Lagune angleichen, sodass ein reichhaltiges Unterwasserleben innerhalb des Riffkranzes möglich wird.
Das Phänomen der Hoa wurde zum ersten Mal von Alexander Agassiz wissenschaftlich beschrieben, der zwischen 1891 und 1904 drei Forschungsreisen mit dem Dampfschiff Albatross in den Pazifik unternahm. Die 1882 gebaute Albatross war ein Forschungsschiff der Fischereikommission der Vereinigten Staaten für hydrografische Studien und zur Untersuchung von Fischpopulationen.

## Klassifizierung
1960, vor Beginn der französischen Atombombenversuche im Südpazifik, untersuchte der französische Geologe und Paläontologe Jean-Pierre Chevalier das Mururoa-Atoll als Mitglied einer von der Direction des Centres d'Expérimentation Nucléaire (D.I.R.C.E.N.) beauftragten wissenschaftlichen Kommission. Hierbei und bei weiteren Forschungen im Tuamotu-Archipel entwickelte er eine allgemeingültige Typologie der Hoa, die er aufgrund ihrer Beschaffenheit in folgende Typen einteilt:
- Typ 1: Kanäle, die an der Lagunenseite offen, an der Ozeanseite jedoch verschlossen sind.

- Typ 2: Kanäle, die nach beiden Seiten hin offen sind, darunter solche, die
  - nur bei Flut,
  - auch bei Ebbe, aber nur bei hohem Wellengang Wasser führen und
  - andere, bei denen kontinuierlicher Wasserfluss gewährleistet ist.

- Typ 3: Hoa, bei denen die Lagunenseite nachträglich durch Sedimentansammlungen verschlossen wurde.

- Typ 4: Hoa des Typs 1, die nachträglich von Sediment verstopft wurden und damit kein Wasser mehr führen.

- Typ 5: vollständig trocken gefallene Kanäle (verursacht etwa durch seismische Hebung). In einigen davon konnten sich mit der Zeit Pflanzen ansiedeln.

- Typ 6: Zur Seeseite hin offene Hoa, ähnlich Typ 3, die jedoch nicht durch Sediment verschlossen, sondern von massivem Korallengestein blockiert sind.

Verschlossene Kanäle können durch Zyklone durchaus auch wieder aktiviert werden, wie dies bei den Stürmen des Jahres 1983 auf Mataiva beobachtet wurde.:316
Chevalier stellte fest, dass es eine Korrelation zwischen Windstärke, Windrichtung und dem Auftreten von Hoa gibt. Er datierte die meisten Tidenkanäle auf das Holozän und vermutete eine Entstehung in den letzten 3000 bis 4000 Jahren. Spätere Untersuchungen erweiterten den Entstehungszeitpunkt auf die letzten 6000 Jahre.

## Vorkommen
Hoa gibt es auf den meisten Atollen des Tuamotu-Archipels, zum Beispiel: Rangiroa,  Ahe, Mataiva, Puka Rua, aber auch auf anderen Inseln Polynesiens, wie zum Beispiel Bora Bora. Die Nordseite von Orona, Phoenixinseln, zeigt besonders viele Hoa der meisten hier beschriebenen Typen.